# Пёстрая крапивниковая муравьеловка
Пёстрая крапивниковая муравьеловка (лат. Myrmotherula longicauda) — вид птиц из семейства типичных муравьеловковых. Выделяют четыре подвида. Распространены в Южной Америке.

## Описание
Пёстрая крапивниковая муравьеловка достигает длины 9,4 см. Выражен половой диморфизм. У самцов голова, крылья и верхняя часть тела чёрного цвета с яркими белыми прожилками. На крыльях есть две белые полосы. Маховые перья с белыми краями, рулевые перья чёрные с белыми краями и широким белым кончиком. Горло белое, испещренное чёрными полосками, нижняя часть тела желтовато-серая. У самок макушка и спина чёрные с тёмно-охристыми прожилками. Окраска остальных верхних частей тела и хвоста сходна с таковой у самцов. Горло и грудь кремово-охристые, с чёткой границей между этой областью и белыми нижними частями тела.

## Распространение и места обитания
Пёстрая крапивниковая муравьеловка распространена в Южной Америке: Эквадор, Боливия, Перу и юго-восток Колумбии. Обитает в субтропических и тропических влажных равнинных и горных лесах на высоте от 150 до 1800 м над уровнем моря. Встречается поодиночке или парами. Добывает пищу на земле или в нескольких метрах от земли в подлеске, на опушках лесов, на полянах вблизи ручьев. В состав рациона входят насекомые и пауки. Биология размножения не описана.

## Подвиды
Выделяют четыре подвида:
- Myrmotherula longicauda soderstromi Gyldenstolpe, 1930 — юг Колумбии, север Эквадора
- Myrmotherula longicauda pseudoaustralis Gyldenstolpe, 1930 — восток Эквадора, север Перу
- Myrmotherula longicauda longicauda Berlepsch & Stolzmann, 1894 — центр Перу
- Myrmotherula longicauda australis Chapman, 1923 — юго-восток Перу, северо-запад Боливии